# 派泰尔德
派泰尔德，是匈牙利巴兰尼亚州所辖的一个村。总面积10.60平方公里，总人口213，人口密度20.1人/平方公里（2011年1月1日）。